# Močovice
Močovice település Csehországban, a Kutná Hora-i járásban. Močovice Třebešice, Čáslav, Vodranty, Krchleby és Kluky településekkel határos. Lakosainak száma 406 fő (2024. január 1.).

## Népesség
A település lakosságának változását az alábbi diagram mutatja:
| Lakosok száma | 500  | 663  | 759  | 447  | 363  | 347  | 382  | 400  | 390  | 406  |
|               | 1869 | 1900 | 1921 | 1961 | 1980 | 2011 | 2016 | 2019 | 2021 | 2024 |